# Tiana i el gripau
Tiana i el gripau (The Princess and the Frog, en anglès) és una pel·lícula d'animació estatunidenca de 2009, produïda per Walt Disney Animation Studios i basada lliurement en el llibre La princesa granota, d'E. D. Baker. Està dirigida per John Musker i Ron Clements, directors de Bàsil, el ratolí detectiu, La Sireneta, Aladdin, Hèrcules i El planeta del tresor. Conté cançons i lletres compostes per Randy Newman i, en la seva versió original, les veus d'Anika Noni Rose, Oprah Winfrey, Keith David, Jim Cummings, John Goodman, Jenifer Lewis, Bruno Campos, Michael-Leon Wooley, Peter Bartlett i Terrence Howard.
La pel·lícula, que va començar la seva producció amb el títol The Frog Princess, és un conte de fades situat als Estats Units a l'estil Broadway, ambientat al barri francès de Nova Orleans.

## Argument
Naveen, un príncep del país europeu de Maldonia és transformat en una granota pel malvat bruixot vudú, el Doctor Facilier. En Naveen, el príncep granota li demana a la jove cambrera Tiana, disfressada de princesa, que el besi per trencar l'encanteri. No obstant això, el petó no trenca l'encanteri i a més a més converteix Tiana en una granota. Junts hauran de trobar a la sacerdotessa voodoo del Bayou, Mama Odiï, acompanyats d'un caiman anomenat Louis que toca la trompeta i una cuca de llum romàntica empedreïda anomenada Ray.

## Repartiment
- Anika Noni Rose: Tiana/"Tia"
- Bruno Campos: Príncep Naveen
- Michael-Leon Wooley: Louis
- Jim Cummings: Ray
- Keith David: Doctor Facilier, àlies "The Shadow Man"
- Jennifer Cody: Charlotte "Lottie" La Bouff
- Jenifer Lewis: Mama Odie
- Peter Bartlett: Lawrence
- John Goodman: Eli "Big Daddy" La Bouff
- Oprah Winfrey: Eudora
- Terrence Howard: James
- Frank Welker: Stella
- Dee Bradley Baker: Juju